# Michális Romanídis
Michális Romanídis (grec moderne : Μιχάλης Ρωμανίδης), né le 19 juin 1966, est un joueur grec de basket-ball. Il évolue durant sa carrière au poste d'ailier. 

## Palmarès
- Champion d'Europe 1987
- Champion de Grèce 1983, 1985, 1986, 1987, 1988, 1989, 1990, 1991
- Coupe de Grèce 1985, 1987, 1988, 1989, 1990, 1992